# Kishor Rai
Kishor Rahtna Rai (ur. 5 listopada 1964) – indyjski narciarz alpejski. Olimpijczyk z Calgary 1988, gdzie zajął 49. miejsce w slalomie specjalnym. W pierwszym przejeździe zajął 62 lokatę a w drugim uplasował się na 50 miejscu.